# 나미에역
나미에역(일본어: 浪江駅)은 일본 후쿠시마현 후타바군 나미에정에 있는 동일본 여객철도(JR동일본)의 철도역이다.

## 역 구조
2면 3선 구조의 지상역이다. 승강장과 역사는 과선교로 이어져 있다.

### 승강장
| 1 | ■ 조반선(상행) | 이와키·미토 방면         |
| 2 | ■ 조반선(하행) | 하라노마치·센다이 방면   |
| 3 | ■ 조반선       | 하라노마치 · 센다이 방면 |

## 역세권 정보
이 역 주변은 후쿠시마 제1 원자력 발전소 사고 영향을 받아 경계구역(警戒区域, 출입 금지 구역)이 되었으나 2013년 4월 1일부터 2017년 3월 31일까지는 피난 지시 해제 준비 구역(避難指示解除準備区域, 자유로이 들어갈 수 있으나 숙박이 금지된 구역)이었다.
- 국도 제6호선
- 나미에 정청(町廳)

## 역사
- 1898년 8월 23일: 닛폰 철도의 철도역으로 영업 개시.
- 1906년 11월 1일: 국유화.
- 1987년 4월 1일: 민영화에 따라 동일본 여객철도의 소속이 되었다.
- 2011년 3월 11일: 동일본 대지진으로 영업이 중단.
- 2017년 4월 1일: 나미에 ~ 오다카 구간 운행 재개.

## 인접역
| 동일본 여객철도 조반선                                              | 동일본 여객철도 조반선 | 동일본 여객철도 조반선 |
| ------------------------------------------------------------------- | ---------------------- | ---------------------- |
| 시·종착역                                                           | ■ 보통                 | 모모우치 센다이 방면   |
| 후타바역 방면으로는 동일본 대지진 영향으로 열차가 다니지 않고 있다. |                        |                        |